# Amblovenatum opulentum
Amblovenatum opulentum là một loài dương xỉ trong họ Thelypteridaceae. Loài này được J.P. Roux mô tả khoa học đầu tiên năm 2009.